# Bauta Abajo
Bauta Abajo es un barrio ubicado en el municipio de Orocovis en el estado libre asociado de Puerto Rico. En el Censo de 2010 tenía una población de 1516 habitantes y una densidad poblacional de 55,95 personas por km².

## Geografía
Bauta Abajo se encuentra ubicado en las coordenadas 18°11′39″N 66°28′5″O / 18.19417, -66.46806. Según la Oficina del Censo de los Estados Unidos, Bauta Abajo tiene una superficie total de 27.09 km², de la cual 26.81 km² corresponden a tierra firme y (1.04%) 0.28 km² es agua.

## Demografía
Según el censo de 2010, había 1516 personas residiendo en Bauta Abajo. La densidad de población era de 55,95 hab./km². De los 1516 habitantes, Bauta Abajo estaba compuesto por el 85.95% blancos, el 5.34% eran afroamericanos, el 0.07% eran asiáticos, el 4.49% eran de otras razas y el 4.16% pertenecían a dos o más razas. Del total de la población el 99.54% eran hispanos o latinos de cualquier raza.